# Harpalus retratus
Harpalus retratus är en skalbaggsart som beskrevs av Leconte. Harpalus retratus ingår i släktet Harpalus och familjen jordlöpare. Inga underarter finns listade i Catalogue of Life.